# Автошлях Т 1424
Автошлях Т 1424 — автомобільний шлях територіального значення у Львівській області. Проходить територією Сколівського району через Сколе — Славське. Загальна довжина — 24 км.

## Маршрут
Автошлях проходить через такі населені пункти:
| Автошлях Т 1424   |            |
| Львівська область |            |
| Сколівський район |            |
| Сколе             | E50E471М06 |
| Орява             |            |
| Гребенів          |            |
| Тухля             |            |
| Славське          |            |